# William George Thompson

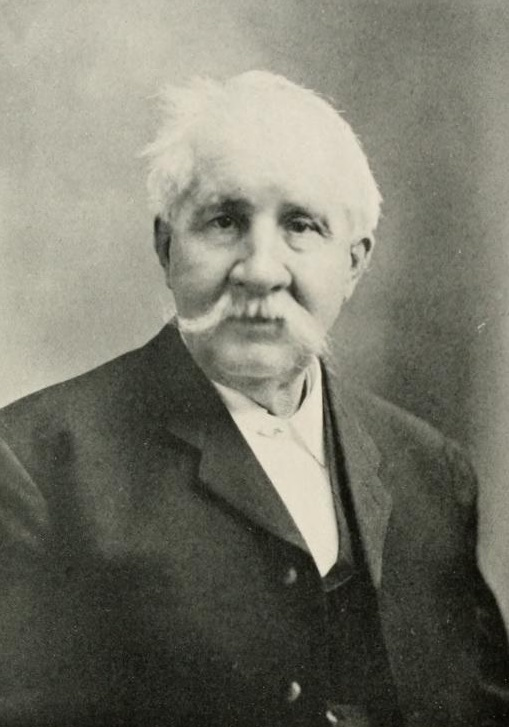
William George Thompson, 1911

William George Thompson (* 17. Januar 1830 in Butler, Pennsylvania; † 2. April 1911 in Kenwood Park, Iowa) war ein US-amerikanischer Politiker. Zwischen 1879 und 1883 vertrat er den Bundesstaat Iowa im US-Repräsentantenhaus.

## Werdegang
William Thompson war der jüngere Bruder von John McCandless Thompson (1829–1903), der zwischen 1873 und 1879 den Staat Pennsylvania im Kongress vertrat. William besuchte die öffentlichen Schulen seiner Heimat einschließlich des Witherspoon Institute. Nach einem anschließenden Jurastudium und seiner im Jahr 1853 erfolgten Zulassung als Rechtsanwalt begann er in Marion (Iowa), wohin er inzwischen gezogen war, in seinem neuen Beruf zu praktizieren. Zwischen 1854 und 1856 war er Bezirksstaatsanwalt im Linn County. Politisch wurde Thompson Mitglied der 1854 gegründeten Republikanischen Partei. Von 1856 bis 1860 gehörte er dem Senat von Iowa an.
Während des Bürgerkriegs diente er auf der Seite der Union als Major in einem Infanterieregiment aus Iowa. Nach dem Krieg war er sechs Jahre lang Bezirksstaatsanwalt im achten Gerichtsbezirk von Iowa. Zwischen Januar und April 1879 war er Vorsitzender Richter (Chief Justice) des Obersten Gerichts im Idaho-Territorium. Nach dem Tod des Kongressabgeordneten Rush Clark im April 1879 wurde Thompson bei der notwendig gewordenen Nachwahl im fünften Wahlbezirk von Iowa als dessen Nachfolger in das US-Repräsentantenhaus in Washington, D.C. gewählt. Dieses Mandat trat er am 14. Oktober 1879 an. Nach einer Bestätigung bei den regulären Kongresswahlen des Jahres 1880 konnte er bis zum 3. März 1883 im Kongress verbleiben. Eine weitere Kandidatur lehnte er 1882 ab.
Nach seiner Zeit im Repräsentantenhaus blieb William Thompson weiterhin politisch aktiv. Er wurde Mitglied im Gemeinderat von Marion. Zwischen 1885 und 1887 war er Abgeordneter im Repräsentantenhaus von Iowa und von 1894 bis 1906 war er Richter im 18. Gerichtsbezirk von Iowa. Ab 1896 war er in Kenwood Park ansässig. Dort ist er am 2. April 1911 auch verstorben.